# فرانسیس لین
 فرانسیس لین (انگلیسی: Francis Lane؛ ۲۳ سپتامبر ۱۸۷۴ – ۱۷ فوریهٔ ۱۹۲۷) یک ورزشکار اهل ایالات متحده آمریکا بود. وی در دوی صدمتر در المپیک ۱۸۹۶ یونان برنده مدال برنز شد.